# David Hurley
Generalul David John Hurley (n. 26 august 1953, Wollongong, Noul Wales de Sud, Australia) este un fost ofițer australian în armata australiană și este cel de-al 27-lea guvernator general al Australiei de la 1 iulie 2019. Anterior a fost cel de-al 38-lea guvernator al New South Wales, din 2014 până în 2019.
Într-o carieră militară de 42 de ani, Hurley a participat la operațiunea Solace în Somalia în 1993, a comandat 1st Brigade (1999-2000), a fost primul șef al Grupului de dezvoltare a capacității (2003-2007) și șef al operațiunilor comune (2007-2008) și a ocupat funcția de vice comandantul armatei australiene (2008-2011). Cariera sa a culminat cu numirea sa în funcția de comandant al armatei australiene la 4 iulie 2011, ca succesor al generalului de armată Angus Houston. Hurley s-a retras din armată în iunie 2014 și a succedat-o pe Dame Marie Bashir în funcția de guvernator al New South Wales la 2 octombrie 2014.